# Segnaletica stradale in Macedonia del Nord
I segnali stradali in Macedonia del Nord sono regolati dal Закон за безбедност на сообраќајот на патиштата (Codice della strada della Repubblica di Macedonia).
Sono installati lungo il ciglio della strada sul lato destro della carreggiata e sono suddivisi in segnali di pericolo, di obbligo, di informazione, di indicazione e pannelli integrativi.
Se vi è del testo nei segnali, questo è in lingua macedone con caratteri cirillici, con l'aggiunta dei caratteri latini sulla segnaletica di direzione, e in aggiunta, nelle zone in cui la comunità albanese è la maggioranza, c’è anche la lingua albanese con caratteri latini. Non vi sono traduzioni in altre lingue oltre all’albanese, eccezion fatta per quelli con scritte come il segnale di Fermarsi e dare precedenza e quello di Dogana, che hanno anche scritte in inglese e francese. La maggior parte dei segnali sono basati su disegni come nella maggior parte dei Paesi europei.
Agli incroci non regolati da segnaletica stradale o semafori vige la regola generale di dare la precedenza ai veicoli provenienti da destra, a meno che non sia altrimenti specificato.

## Segnali di pericolo
I segnali di pericolo in Macedonia del Nord hanno sfondo bianco ed una classica forma triangolare.
| Segnale macedone | Significato                                                            | Spiegazione |
|                  | Altri pericoli                                                         | Segnala un pericolo diverso da quelli indicati negli altri segnali di pericolo. |
|                  | Intersezione                                                           | Presegnala un incrocio in cui vige la regola generale di dare la precedenza a destra. |
|                  | Curva pericolosa a sinistra                                            | Presegnala un tratto di strada non rettilineo pericoloso per la limitata visibilità o per caratteristiche del tracciato (curva stretta a sinistra). |
|                  | Curva pericolosa a destra                                              | Presegnala un tratto di strada non rettilineo pericoloso per la limitata visibilità o per caratteristiche del tracciato (curva stretta a destra). |
|                  | Doppia curva pericolosa, la prima a sinistra                           | Presegnala una doppia curva, di cui la prima a sinistra. |
|                  | Doppia curva pericolosa, la prima a destra                             | Presegnala una doppia curva, di cui la prima a destra. |
|                  | Intersezione con strada che non ha priorità                            | Presegnala un incrocio con una strada di minore importanza in cui si ha la precedenza sui veicoli provenienti sia da destra che da sinistra. |
|                  | Intersezione con strada che non ha priorità a sinistra                 | Presegnala un incrocio con una strada di minore importanza in cui si ha la precedenza sui veicoli provenienti da sinistra. |
|                  | Intersezione con strada che non ha priorità a destra                   | Presegnala un incrocio con una strada di minore importanza in cui si ha la precedenza sui veicoli provenienti da destra. |
|                  | Confluenza da sinistra                                                 | Presegnala una strada senza diritto di precedenza che si immette sulla strada principale da sinistra. |
|                  | Confluenza da destra                                                   | Presegnala una strada senza diritto di precedenza che si immette sulla strada principale da destra. |
|                  | Congiunzione di due strade                                             | Presegnala una congiunzione di due carreggiate in una sola. |
|                  | Discesa pericolosa                                                     | Presegnala un tratto di strada in discesa secondo il senso di marcia. La pendenza è espressa in percentuale. |
|                  | Salita ripida                                                          | Presegnala un tratto di strada in forte salita secondo il senso di marcia. La pendenza è espressa in percentuale. |
|                  | Strada deformata                                                       | Segnala un tratto di strada in cattivo stato o con pavimentazione irregolare. |
|                  | Dosso                                                                  | Segnala un'anomalia altimetrica convessa della strada che limita la visibilità. |
|                  | Cunetta                                                                | Segnala un'anomalia altimetrica concava della strada che limita la visibilità. |
|                  | Ghiaccio                                                               | Segnala la possibilità di incontrare ghiaccio lungo la carreggiata. |
|                  | Strada sdrucciolevole                                                  | Presegnala un tratto di strada che in particolari condizioni climatiche od ambientali può diventare sdrucciolevole. |
|                  | Caduta massi da destra                                                 | Presegnala il pericolo di caduta massi dalla parete rocciosa soprastante a destra con possibile presenza di pietre sulla carreggiata |
|                  | Caduta massi da sinistra                                               | Presegnala il pericolo di caduta massi dalla parete rocciosa soprastante a sinistra con possibile presenza di pietre sulla carreggiata. |
|                  | Ghiaia                                                                 | Presegnala la presenza di pietrisco, di materiale minuto o granaglia che può essere proiettato a distanza o scagliato in aria dai veicoli in transito. |
|                  | Vento laterale da destra                                               | Presegnala la possibilità di forti raffiche di vento laterale provenienti da destra. |
|                  | Vento laterale da sinistra                                             | Presegnala la possibilità di forti raffiche di vento laterale provenienti da sinistra. |
|                  | Strettoia                                                              | Segnala un restringimento pericoloso della carreggiata. |
|                  | Strettoia asimmetrica a destra                                         | Segnala un restringimento pericoloso sul lato destro della carreggiata. |
|                  | Strettoia asimmetrica a sinistra                                       | Segnala un restringimento pericoloso sul lato sinistro della carreggiata. |
|                  | Lavori                                                                 | Presegnala cantieri di lavori in corso, depositi temporanei di materiale, presenza di macchinari adibiti ai lavori stradali. |
|                  | Coda                                                                   | Presegnala un tratto di strada in cui è in atto un forte rallentamento od una coda del traffico. |
|                  | Doppio senso di circolazione                                           | Segnala un tratto di strada che da senso unico diventa a doppio senso. |
|                  | Ponte mobile                                                           | Presegnala una struttura stradale mobile comunque manovrabile. |
|                  | Caduta da argine o molo                                                | Presegnala una banchina senza protezioni su un argine od un molo. |
|                  | Semaforo                                                               | Presegnala un impianto semaforico posto su strade sia urbane che extraurbane. |
|                  | Semaforo orizzontale                                                   | Presegnala un impianto semaforico posto su strade sia urbane che extraurbane in modalità orizzontale. |
|                  | Pedoni                                                                 | Segnala la possibilità di incontrare pedoni lungo la carreggiata. |
|                  | Attraversamento pedonale                                               | Segnala l'avviciarsi di un passaggio pedonale segnalato sulla carreggiata. |
|                  | Bambini                                                                | Segnala luoghi frequentati da bambini, come le scuole, i giardini pubblici, i campi di gioco e simili. |
|                  | Attraversamento ciclabile                                              | Presegnala attraversamento di ciclisti contraddistinto da appositi segni sulla carreggiata. |
|                  | Attraversamento di animali domestici                                   | Presegnala un tratto di strada con probabile improvvisa presenza od attraversamento di animali domestici. |
|                  | Attraversamento di animali selvatici                                   | Presegnala un tratto di strada con probabile improvvisa presenza od attraversamento di animali selvatici. |
|                  | Passaggio di aeroplani a bassa quota                                   | Presegnala la possibilità di improvvisi forti rumori o abbagliamenti dovuti ad aeroplani a bassa quota. |
|                  | Fermata di autobus                                                     | Segnala l'avvicinarsi di una fermata di autobus, con conseguente possibilità di incontrare un autobus fermo lungo la carreggiata. |
|                  | Attraversamento di tram                                                | Segnala un attraversamento tranviario. |
|                  | Intersezione con circolazione rotatoria                                | Segnala, sulle strade urbane e extraurbane, una intersezione regolata da circolazione rotatoria. |
|                  | Incidente                                                              | Presegnala un incidente. |
|                  | Banchina cedevole                                                      | Presegnala un tratto di carreggiata con banchina cedevole. |
|                  | Galleria                                                               | Presegnala la presenza di una galleria stradale. |
|                  | Pericolo di incendio                                                   | Presegnala un tratto di strada fiancheggiato da foreste o prati con alta possibilità di incendio. |
|                  | Passaggio a livello con barriere                                       | Segnala un passaggio a livello con barriere ed è integrato con il pannello distanziometrico a tre barre rosse. |
|                  | Passaggio a livello senza barriere                                     | Segnala un passaggio a livello senza barriere ed è integrato con il pannello distanziometrico a tre barre rosse. |
|                  | Incrocio con un passaggio a livello senza barriere                     | Segnala un passaggio a livello od un attraversamento tranviario senza barriere con un solo binario, ed invita quindi i conducenti alla massima prudenza, invitandoli a fermarsi immediatamente se fossero attive le due luci rosse lampeggianti e/o il segnale acustico che indicano l'avvicinarsi del treno. Può anche essere installata in verticale per ragioni di minor ingombro. |
|                  | Incrocio con un passaggio a livello senza barriere a più di un binario | Segnala un passaggio a livello od attraversamento tranviario senza barriere con più di un binario, ed invita quindi i conducenti alla massima prudenza, invitandoli a fermarsi immediatamente se fossero attive le due luci rosse lampeggianti e/o il segnale acustico che indicano l'avvicinarsi del treno. Può anche essere installata in verticale per ragioni di minor ingombro.  |
|                  | Pannelli distanziometrici per passaggio a livello con barriere         | Indicano la distanza dal passaggio a livello con barriere per il quale vengono installati. Sono posti sul lato destro della carreggiata. |
|                  | Pannelli distanziometrici per passaggio a livello senza barriere       | Indicano la distanza dal passaggio a livello senza barriere per il quale vengono installati. Sono posti sul lato destro della carreggiata. |

## Segnali di obbligo
| Segnale macedone | Significato                                                                         | Spiegazione |
|                  | Dare precedenza                                                                     | Prescrive un incrocio in cui è necessario dare precedenza in corrispondenza della linea orizzontale.                                                                                            |
|                  | Fermarsi e dare la precedenza                                                       | Prescrive l'obbligo di arrestarsi in ogni caso in corrispondenza della striscia trasversale di arresto ad un incrocio e di dare precedenza.                                                     |
|                  | Precedenza ai veicoli provenienti in senso inverso                                  | Prescrive di dare precedenza ai veicoli provenienti in direzione opposta in una strada a doppio senso che consente il passaggio di una sola fila di veicoli.                                    |
|                  | Divieto di transito                                                                 | Vieta a tutti i veicoli di entrare in una strada. |
|                  | Divieto di accesso                                                                  | Vieta di entrare in una strada accessibile invece in un altro senso. |
|                  | Divieto di transito agli autoveicoli                                                | Vieta a tutti gli autoveicoli, eccetto i motocicli, di entrare in una strada. |
|                  | Accesso vietato agli autobus                                                        | Vieta il transito agli autobus. |
|                  | Divieto di circolazione per i mezzi destinati al trasporto merci                    | Vieta il transito ai veicoli da trasporto non adibiti al trasporto di persone. |
|                  | Divieto di circolazione per i veicoli il cui carico può inquinare le acque          | Vieta il transito ai veicoli che trasportano sostanze suscettibili di contaminare l'acqua. |
|                  | Divieto di circolazione per i veicoli che trasportano merci esplosive               | Vieta il transito ai veicoli che trasportano merci esplosive. |
|                  | Divieto di circolazione per i veicoli che trasportano merci pericolose              | Vieta il transito ai veicoli che trasportano merci pericolose, come esplosivi, benzina, materie tossiche o radioattive.                                                                         |
|                  | Divieto di circolazione per i rimorchi                                              | Vieta il transito a tutti i veicoli con un rimorchio. |
|                  | Divieto di circolazione per gli autoarticolati                                      | Vieta il transito a tutti gli autoarticolati. |
|                  | Divieto di circolazione ai mezzi agricoli                                           | Vieta il transito a tutti i mezzi agricoli. |
|                  | Divieto di circolazione per i motocicli                                             | Vieta il transito a tutti i veicoli a motore con due ruote. |
|                  | Divieto di circolazione per i ciclomotori                                           | Vieta il transito a tutti i ciclomotori. |
|                  | Divieto di circolazione alle biciclette                                             | Vieta il transito alle biciclette. |
|                  | Accesso vietato ai veicoli a trazione animale                                       | Vieta il transito ai veicoli a trazione animale. |
|                  | Accesso vietato ai quadrupedi da sella                                              | Vieta il transito ai quadrupedi da sella. |
|                  | Accesso vietato ai veicoli a braccia                                                | Vieta il transito ai veicoli a braccia. |
|                  | Accesso vietato ai pedoni                                                           | Vieta il transito ai pedoni. |
|                  | Divieto di circolazione ai veicoli a motore ed ai motocicli                         | Vieta il transito a tutti i veicoli a motore ed ai motocicli. |
|                  | Divieto di circolazione a veicoli a motore, ai motocicli e mezzi a trazione animale | Vieta il transito a veicoli a motore, ai motocicli e mezzi a trazione animale. |
|                  | Larghezza massima                                                                   | Vieta il transito ai veicoli aventi larghezza superiore a quella indicata in metri. |
|                  | Altezza massima                                                                     | Vieta il transito ai veicoli aventi altezza superiore a quella indicata in metri. |
|                  | Peso massimo                                                                        | Vieta il transito ai veicoli aventi massa superiore a quella indicata in tonnellate al momento del transito.                                                                                    |
|                  | Peso massimo sull'asse                                                              | Vieta il transito ai veicoli aventi sull'asse più caricato una massa superiore a quella indicata al momento del transito.                                                                       |
|                  | Lunghezza massima                                                                   | Vieta il transito ai veicoli od ai complessi di veicoli di lunghezza superiore alla lunghezza indicata in metri.                                                                                |
|                  | Distanza minima                                                                     | Vieta di seguire il veicolo che precede ad una distanza inferiore a quella indicata, in metri, sul segnale.                                                                                     |
|                  | Velocità massima                                                                    | Indica la velocità massima in chilometri orari alla quale i veicoli possono procedere immediatamente dopo il segnale.                                                                           |
|                  | Divieto di svoltare a sinistra                                                      | Vieta di svoltare a sinistra al prossimo incrocio. |
|                  | Divieto di svoltare a destra                                                        | Vieta di svoltare a destra al prossimo incrocio. |
|                  | Divieto d'inversione                                                                | Vieta di effettuare un'inversione di marcia. |
|                  | Divieto di sorpasso                                                                 | Vieta di sorpassare i veicoli a motore con due o più ruote. |
|                  | Divieto di sorpasso per gli autocarri                                               | Indica il divieto a tutti i veicoli, non adibiti al trasporto di persone, di massa a pieno carico superiore a 3,5 t di sorpassare i veicoli a motore.                                           |
|                  | Divieto di fermata                                                                  | Vieta la sosta e la fermata o qualsiasi temporanea sospensione della marcia ai veicoli. |
|                  | Divieto di sosta                                                                    | Vieta la sosta, fermata prolungata (parcheggio) ai veicoli, in quei luoghi dove per regola generale non vige tale divieto.                                                                      |
|                  | Divieto di sosta nei giorni dispari                                                 | Vieta la sosta, fermata prolungata (parcheggio) ai veicoli, in quei luoghi dove per regola generale non vige tale divieto, soltanto nei giorni dispari.                                         |
|                  | Divieto di sosta nei giorni pari                                                    | Vieta la sosta, fermata prolungata (parcheggio) ai veicoli, in quei luoghi dove per regola generale non vige tale divieto, soltanto nei giorni pari.                                            |
|                  | Fermarsi alla dogana                                                                | Obbliga i conducenti all'arresto per i controlli doganali in prossimità delle frontiere nazionali non in prossimità di Paesi UE.                                                                |
|                  | Fermarsi per controlli di polizia                                                   | Obbliga i conducenti all'arresto per controlli di polizia. |
|                  | Pagamento pedaggio                                                                  | Obbliga i conducenti all'arresto per il pagamento del pedaggio della strada che si sta percorrendo.                                                                                             |
|                  | Divieto di segnalazioni acustiche                                                   | Vieta l'uso di segnalazioni acustiche. |
|                  | Divieto di scattare fotografie o riprese video                                      | Ordina di non scattare fotografie od effettuare riprese video. |
|                  | Direzione obbligatoria dritto                                                       | Indica che la sola direzione consentita al conducente è quella di andare diritto. |
|                  | Preavviso di direzione obbligatoria a sinistra                                      | Preavvisa che la sola direzione consentita al conducente è quella di andare a sinistra. |
|                  | Preavviso di direzione obbligatoria a destra                                        | Preavvisa che la sola direzione consentita al conducente è quella di andare a destra. |
|                  | Direzione obbligatoria a sinistra                                                   | Indica che la sola direzione consentita al conducente è quella di andare a sinistra. |
|                  | Direzione obbligatoria a destra                                                     | Indica che la sola direzione consentita al conducente è quella di andare a destra. |
|                  | Preavviso di inversione di marcia obbligatoria                                      | Preavvisa che è obbligatorio effettuare un'inversione di marcia. |
|                  | Svoltare a destra o a sinistra                                                      | Direzioni obbligatorie a destra ed a sinistra. |
|                  | Circolare diritto o svoltare a sinistra                                             | Direzioni consentite a dritto ed a sinistra. |
|                  | Circolare diritto o svoltare a destra                                               | Direzioni consentite a dritto ed a destra. |
|                  | Intersezione con percorso rotatorio obbligato                                       | Indica ai conducenti l'obbligo di circolare nel verso antiorario indicato dalle frecce attorno all'area di rotazione. È posto subito prima di una piazza dove si svolge circolazione rotatoria. |
|                  | Passaggio obbligatorio a sinistra                                                   | Obbliga i conducenti a passare a sinistra dell'ostacolo come un cantiere, uno spartitraffico, un salvagente o un'isola di traffico.                                                             |
|                  | Passaggio obbligatorio a destra                                                     | Obbliga i conducenti a passare a destra dell'ostacolo come un cantiere, uno spartitraffico, un salvagente o un'isola di traffico.                                                               |
|                  | Pista ciclabile                                                                     | Indica l'inizio di un percorso riservato alle biciclette. |
|                  | Percorso per quadrupedi da sella                                                    | Indica un percorso riservato ai quadrupedi da sella. |
|                  | Percorso pedonale                                                                   | Indica un percorso riservato ai pedoni. |
|                  | Percorso ciclabile adiacente al marciapiede                                         | Indica l'inizio di un percorso ciclabile contiguo al marciapiede. |
|                  | Percorso misto pedonale e ciclabile                                                 | Indica l'inizio di un percorso riservato ai pedoni ed alle biciclette. |
|                  | Catene per la neve obbligatorie                                                     | Vieta il transito ai veicoli sprovvisti di catene da neve. |
|                  | Velocità minima                                                                     | Vieta ai conducenti di procedere ad una velocità inferiore a quella indicata. |

## Segnali di indicazione
| Segnale macedone | Significato                                               | Spiegazione |
|                  | Precedenza rispetto al traffico inverso                   | Indica la precedenza rispetto ai veicoli provenienti in direzione opposta in una strada a doppio senso che consente il passaggio di una sola fila di veicoli.      |
|                  | Passaggio pedonale                                        | Indica un attraversamento pedonale non regolato da semaforo e non in corrispondenza di un incrocio stradale.                                                       |
|                  | Attraversamento ciclabile                                 | Indica un attraversamento ciclabile non regolato da semaforo e non in corrispondenza di un incrocio stradale.                                                      |
|                  | Bambini per strada                                        | Indica la possibilità di incontrare bambini lungo la carreggiata.                                                                                                  |
|                  | Sottopassaggio pedonale                                   | Indica un sottopassaggio pedonale. |
|                  | Senso unico                                               | Segnala il termine del doppio senso di circolazione all'interno di una carreggiata.                                                                                |
|                  | Senso unico                                               | Segnala il termine del doppio senso di circolazione all'interno di una carreggiata; è posto parallelamente all'asse stradale.                                      |
|                  | Strada con diritto di precedenza                          | Indica l'inizio di una strada il cui traffico ha diritto di precedenza.                                                                                            |
|                  | Fine della strada con diritto di precedenza               | Indica la fine di una strada il cui traffico ha diritto di precedenza.                                                                                             |
|                  | Fine della velocità massima                               | Indica la fine del limite sulla velocità massima alla quale i veicoli possono procedere e ripristina il consueto limite di velocità relativo alla strada percorsa. |
|                  | Fine della velocità minima                                | Indica la fine della validità del limite minimo di velocità. |
|                  | Fine divieto di sorpasso                                  | Indica la fine del divieto a tutti i veicoli di sorpassare i veicoli a motore diversi dai motocicli e dai ciclomotori.                                             |
|                  | Fine del divieto di sorpasso per gli autocarri            | Indica la fine del divieto a tutti i veicoli non adibiti al trasporto di persone di massa a pieno carico oltre 3,5 t di sorpassare i veicoli a motore.             |
|                  | Fine del divieto di segnalazioni acustiche                | Indica la fine del divieto di segnalazioni acustiche. |
|                  | Fine dei divieti precedenti                               | Indica il punto ove le prescrizioni precedentemente indicate cessano di essere valide.                                                                             |
|                  | Fine pista ciclabile                                      | Indica la fine del percorso riservato alle biciclette. |
|                  | Fine del percorso per quadrupedi da sella                 | Indica la fine del percorso riservato ai quadrupedi da sella. |
|                  | Fine del percorso pedonale                                | Indica la fine del percorso riservato ai pedoni. |
|                  | Fine percorso ciclabile adiacente al marciapiede          | Indica la fine del percorso ciclabile contiguo al marciapiede. |
|                  | Fine percorso misto pedonale e ciclabile                  | Indica la fine del percorso riservato ai pedoni ed alle biciclette.                                                                                                |
|                  | Fine del tratto con catene per la neve obbligatorie       | Indica la fine del tratto di strada con catene da neve. |
|                  | Zona a velocità limitata                                  | Indica una zona in cui vige il limite di velocità indicato. |
|                  | Fine della zona a velocità limitata                       | Indica la fine della zona in cui vige il limite di velocità indicato.                                                                                              |
|                  | Zona pedonale                                             | Indica l'inizio di una zona pedonale. |
|                  | Fine della zona pedonale                                  | Indica la fine della zona pedonale. |
|                  | Zona a divieto di sosta                                   | Indica una zona in cui vige il divieto di sosta. |
|                  | Fine della zona a divieto di sosta                        | Indica la fine della zona in cui vige il divieto di sosta. |
|                  | Strada residenziale                                       | Indica l'inizio di una zona residenziale. |
|                  | Fine della strada residenziale                            | Indica la fine di una zona residenziale. |
|                  | Velocità consigliata                                      | Indica la velocità consigliata nel tratto di strada. |
|                  | Fine della velocità consigliata                           | Indica la fine del tratto di strada con velocità consigliata. |
|                  | Dosso artificiale                                         | Indica la presenza di un dosso artificiale di rallentamento del traffico.                                                                                          |
|                  | Passaggio consentito a sinistra o a destra                | Obbliga i conducenti a passare a sinistra od a destra dell'ostacolo come un cantiere, uno spartitraffico, un salvagente o un'isola di traffico.                    |
|                  | Scuola                                                    | Indica il possibile attraversamento di bambini in corrispondenza di una scuola con un vigile di sorveglianza.                                                      |
|                  | Ospedale                                                  | Indica la presenza di un ospedale. |
|                  | Pronto soccorso                                           | Indica la presenza di un pronto soccorso. |
|                  | Parcheggio                                                | Indica un parcheggio autorizzato. Consente la sosta a tempo indeterminato salvo indicazioni differenti.                                                            |
|                  | Parcheggio coperto                                        | Indica un parcheggio coperto. Consente la sosta a tempo indeterminato salvo indicazioni differenti.                                                                |
|                  | Parcheggio con disco orario                               | Indica un parcheggio autorizzato. Consente la sosta esponendo il disco orario.                                                                                     |
|                  | Assistenza meccanica                                      | Indica la presenza di un'officina di riparazioni. |
|                  | Telefono                                                  | Indica un telefono pubblico. |
|                  | Rifornimento                                              | Indica la presenza di un posto di rifornimento. |
|                  | Acqua potabile                                            | Indica la presenza di una fontana con acqua potabile. |
|                  | Fermata di autobus                                        | Segnala una fermata di autobus. |
|                  | Fermata di tram                                           | Segnala una fermata di tram. |
|                  | Informazioni                                              | Indica la presenza di un punto informazioni. |
|                  | Aeroporto                                                 | Indica la presenza di un aeroporto. |
|                  | Porto                                                     | Indica la presenza di un porto. |
|                  | Area pic-nic                                              | Indica la presenza di un'area per pic-nic. |
|                  | Campeggio                                                 | Indica un campeggio. |
|                  | Terreno per roulotte                                      | Indica un terreno per la sosta di roulotte o motorhome. |
|                  | Terreno per camper                                        | Indica un terreno per la sosta di camper. |
|                  | Ostello per la gioventù                                   | Indica un ostello per la gioventù. |
|                  | Estintore                                                 | Indica la presenza di un estintore. |
|                  | Autosoccorso                                              | Indica la presenza di un posto di autosoccorso. |
|                  | Albergo-motel                                             | Indica la presenza di un albergo o un motel. |
|                  | Ristorante                                                | Indica la presenza di un ristorante. |
|                  | Bar                                                       | Indica la presenza di un bar. |
|                  | Bagni pubblici                                            | Indica la presenza di servizi igienici pubblici. |
|                  | Autolavaggio                                              | Indica la presenza di un autolavaggio. |
|                  | Posto di polizia                                          | Segnala una stazione di polizia. |
|                  | Fermata di taxi                                           | Segnala una fermata di taxi. |
|                  | Porto commerciale                                         | Indica la presenza di un porto commerciale. |
|                  | Traghetto                                                 | Indica la presenza di un porto per l'attracco dei traghetti. |
|                  | Radio informazioni stradali                               | Indica la frequenza sulla quale si possono ricevere notizie sullo stato del traffico.                                                                              |
|                  | Zona di acque protette                                    | Indica un percorso autorizzato per autoveicoli che trasportano sostanze suscettibili di contaminare le acque.                                                      |
|                  | Autostrada                                                | Indica l'inizio di un'autostrada. |
|                  | Fine dell'autostrada                                      | Indica la fine di un'autostrada. |
|                  | Strada riservata ai veicoli a motore                      | Indica l'inizio di una strada riservata ai veicoli a motore. |
|                  | Fine strada riservata ai veicoli a motore                 | Indica la fine di una strada riservata ai veicoli a motore. |
|                  | Strada senza uscita                                       | Indica una strada senza uscita per tutti i veicoli. |
|                  | Guida per la svolta a sinistra                            | Indica la manovra da compiere per la svolta a sinistra al prossimo incrocio.                                                                                       |
|                  | Piazzuola di sosta con SOS lungo un'autostrada            | Preavvisa una piazzuola di sosta dotata di SOS lungo un'autostrada.                                                                                                |
|                  | Piazzuola di sosta                                        | Preavvisa una piazzuola di sosta. |
|                  | Fiume                                                     | Indica il nome del fiume che si sta oltrepassando. |
|                  | Lunghezza della galleria                                  | Indica la lunghezza della galleria che si sta per percorrere. |
|                  | Lunghezza del ponte                                       | Indica la lunghezza del ponte che si sta per percorrere. |
|                  | Altitudine del passo                                      | Indica l'altitudine del passo che si sta transitando. |
|                  | Inizio del comune                                         | Indica l'inizio del territorio di un comune. |
|                  | Fine del comune                                           | Indica la fine del territorio di un comune. |
|                  | Fine del comune con inizio del successivo                 | Indica la fine del territorio di un comune e l'inizio di quello successivo.                                                                                        |
|                  | Cartello indicatore per strada extraurbana                | Indica le direzioni raggiungibili al prossimo incrocio lungo una strada extraurbana.                                                                               |
|                  | Cartello indicatore per strada extraurbana principale     | Indica le direzioni raggiungibili al prossimo incrocio lungo una strada extraurbana principale.                                                                    |
|                  | Cartello indicatore per aeroporto                         | Indica le direzioni raggiungibili al prossimo incrocio per raggiungere un aeroporto.                                                                               |
|                  | Deviazione                                                | Indica la direzione da seguire per una deviazione. |
|                  | Deviazione per pedoni                                     | Indica la direzione da seguire per una deviazione per pedoni. |
|                  | Deviazione per autocarri                                  | Indica la direzione da seguire per una deviazione per autocarri.                                                                                                   |
|                  | Utilizzo delle corsie in un incrocio                      | Indica la canalizzazione che si ha nel prossimo incrocio. |
|                  | Presegnalazione di direzioni su autostrada                | Indica le direzioni raggiungibili al prossimo incrocio lungo un'autostrada.                                                                                        |
|                  | Preavviso di deviazione                                   | Preavvisa una deviazione lungo la strada che si sta percorrendo.                                                                                                   |
|                  | Corsia per autobus                                        | Indica l'inizio di una corsia riservata agli autobus. |
|                  | Corsia per autobus e taxi                                 | Indica l'inizio di una corsia riservata agli autobus ed ai taxi.                                                                                                   |
|                  | Fine della corsia per autobus                             | Indica la fine della corsia riservata agli autobus. |
|                  | Fine della corsia per autobus e taxi                      | Indica la fine della corsia riservata agli autobus ed ai taxi. |
|                  | Corsia per veicoli lenti                                  | Indica la presenza della corsia per veicoli lenti. |
|                  | Fine della corsia per veicoli lenti                       | Indica la fine della corsia per veicoli lenti. |
|                  | Limiti di velocità minimi                                 | Indica i limiti minimi di velocità presenti nel tratto di strada successivo al segnale.                                                                            |
|                  | Limiti di velocità generali                               | Indica i limiti generali di velocità presenti nello Stato, validi per le autovetture. È posto in prossimità delle frontiere.                                       |
|                  | Inizio del territorio nazionale                           | Indica l'inizio del territorio della Repubblica di Macedonia del Nord. È posto in prossimità delle frontiere.                                                      |
|                  | Divieto di permanere col motore acceso in caso di fermata | Indica il divieto di permanere col motore acceso in caso di fermata.                                                                                               |
|                  | Direzioni obbligatorie                                    | Indicano le direzioni obbligatorie da seguire provvisoriamente per le categoria di veicoli indicate.                                                               |
|                  | Nome di via                                               | Indica il nome della via che si sta percorrendo. |
|                  | Direzione per stazione di polizia                         | Indica la direzione da seguire per giungere alla più vicina stazione di polizia.                                                                                   |
|                  | Utilizzo delle corsie                                     | Indica l'utilizzo delle corsie disponibili. |
|                  | Limitazioni nelle corsie disponibili                      | Indicano le limitazioni al traffico nelle corsie disponibili. |
|                  | Moviere                                                   | Indica la presenza di un moviere per dirigere il traffico in prossimità di un cantiere stradale.                                                                   |
|                  | Zona per persone ipovedenti                               | Indica la presenza di una zona con dotazioni per persone ipovedenti.                                                                                               |
|                  | Preavviso di riduzione delle corsie disponibili           | Preavvisano una riduzione delle corsie disponibili ad una sola. |
|                  | Riduzione delle corsie disponibili                        | Indica una riduzione delle corsie disponibili ad una sola. |
|                  | Corsia chiusa                                             | Indicano una chiusura di una o più corsie. |
|                  | Rientro in corsia                                         | Indicano il rientro nella carreggiata di marcia normale. |
|                  | Itinerario europeo                                        | Indica il numero dell'itinerario europeo che si sta percorrendo.                                                                                                   |
|                  | Numero autostrada                                         | Indica il numero dell'autostrada che si sta percorrendo. |
|                  | Numero strada statale                                     | Indica il numero della strada statale che si sta percorrendo. |
|                  | Numero strada secondaria                                  | Indica il numero della strada secondaria che si sta percorrendo.                                                                                                   |
|                  | Progressiva chilometrica su strada statale                | Indica il chilometraggio progressivo lungo una strada statale. |
|                  | Progressiva chilometrica su strada secondaria             | Indica il chilometraggio progressivo lungo una strada secondaria.                                                                                                  |
|                  | Progressiva chilometrica su autostrada                    | Indica il chilometraggio progressivo lungo un'autostrada. |
|                  | Uscita                                                    | Indica la presenza di un'uscita stradale. |
|                  | Svincolo                                                  | Indica la presenza di uno svincolo stradale. |
|                  | Numero di uscita autostradale                             | Indica il numero di un'uscita autostradale. |
|                  | Pannelli distanziometrici per uscita autostradale         | Indicano il progressivo avvicinamento dell'uscita autostradale. |
|                  | Segnale identificativo nazionale                          | Indica il territorio nazionale. |

## Segnali di direzione
| Segnale macedone | Significato                                                                         | Spiegazione |
|                  | Presegnalazione di direzioni su strada extraurbana                                  | Indica le direzioni raggiungibili al prossimo incrocio su strada extraurbana.                                    |
|                  | Presegnalazione di direzioni su strada extraurbana                                  | Indica le direzioni raggiungibili al prossimo incrocio su strada extraurbana.                                    |
|                  | Presegnalazione di direzioni su strada extraurbana                                  | Indica le direzioni raggiungibili al prossimo incrocio su strada extraurbana.                                    |
|                  | Presegnalazione di direzioni su strada extraurbana ad un'intersezione con rotatoria | Indica le direzioni raggiungibili al prossimo incrocio su strada extraurbana ad un'intersezione con rotatoria.   |
|                  | Presegnalazione di direzioni su autostrada                                          | Indica le direzioni raggiungibili al prossimo incrocio lungo un'autostrada.                                      |
|                  | Presegnalazione di direzioni su strada extraurbana principale                       | Indica le direzioni raggiungibili al prossimo incrocio lungo una strada extraurbana principale.                  |
|                  | Segnale di conferma per le autostrade                                               | Indica la distanza dalle località indicate nel segnale percorrendo l'autostrada.                                 |
|                  | Presegnalazione di direzioni su autostrada                                          | Indica le direzioni raggiungibili al prossimo incrocio lungo un'autostrada.                                      |
|                  | Presegnalazione di direzioni su strada extraurbana principale                       | Indica le direzioni raggiungibili al prossimo incrocio lungo una strada extraurbana principale.                  |
|                  | Presegnalazione di direzioni su strada extraurbana principale                       | Indica le direzioni raggiungibili al prossimo incrocio lungo una strada extraurbana principale.                  |
|                  | Peavviso di uscita lungo autostrada                                                 | Preavvisa un'uscita lungo un'autostrada.                                                                         |
|                  | Peavviso di uscita per svicolo autostradale                                         | Preavvisa un'uscita per svicolo autostradale.                                                                    |
|                  | Presegnalazione di direzioni su strada extraurbana principale                       | Indica le direzioni raggiungibili al prossimo incrocio lungo una strada extraurbana principale.                  |
|                  | Cartello indicatore per autostrada                                                  | Indica le direzioni raggiungibili al prossimo incrocio lungo un'autostrada.                                      |
|                  | Cartello indicatore per strada secondaria                                           | Indica le direzioni raggiungibili al prossimo incrocio lungo una strada secondaria.                              |
|                  | Cartello indicatore per autostrada                                                  | Indica le direzioni raggiungibili al prossimo incrocio lungo un'autostrada.                                      |
|                  | Cartello indicatore per strada secondaria                                           | Indica le direzioni raggiungibili al prossimo incrocio lungo una strada secondaria.                              |
|                  | Cartello indicatore per autostrada a ponte                                          | Indica le direzioni raggiungibili al prossimo incrocio lungo un'autostrada posto a scavalco lungo un'autostrada. |
|                  | Segnale di conferma per le autostrade                                               | Indica la distanza dalle località indicate nel segnale percorrendo l'autostrada.                                 |
|                  | Uscita lungo autostrada                                                             | Indica un'uscita lungo un'autostrada.                                                                            |
|                  | Preavviso di area di servizio lungo autostrada                                      | Preavvisa un'area di servizio lungo un'autostrada.                                                               |
|                  | Preavviso di area di servizio lungo autostrada                                      | Preavvisa un'area di servizio lungo un'autostrada.                                                               |
|                  | Inizio autostrada                                                                   | Indica l'inizio di un'autostrada.                                                                                |
|                  | Preavviso di pagamento pedaggio lungo autostrada                                    | Preavvisa il pagamento del pedaggio lungo un'autostrada.                                                         |
|                  | Preavviso di pagamento pedaggio lungo autostrada                                    | Preavvisa il pagamento del pedaggio lungo un'autostrada.                                                         |
|                  | Categorie                                                                           | Indica che l'indicazione è riferita alla categoria di veicoli indicata.                                          |
|                  | Modalità di pagamento pedaggio lungo autostrada                                     | Indica il metodo di pagamento del pedaggio lungo un'autostrada.                                                  |

## Pannelli integrativi
| Segnale macedone | Significato                        | Spiegazione                                                                                                   |
|                  | Estesa laterale                    | Indica per quanti metri a destra o a sinistra il segnale a cui si riferisce è valido.                         |
|                  | Inizio, continua e fine            | Indicano l'inizio, la continuazione o la fine di una prescrizione.                                            |
|                  | Estesa                             | Indica per quanti metri o chilometri il segnale a cui si riferisce è valido.                                  |
|                  | Andamento della strada principale  | Indicano l'andamento della strada principale.                                                                 |
|                  | Distanza                           | Indica la distanza alla prescrizione indicata.                                                                |
|                  | Distanza allo STOP                 | Indica la distanza al segnale di fermarsi e dare precedenza.                                                  |
|                  | Incidente                          | Indica che il segnale sotto cui è installato è valido a causa di un incidente stradale.                       |
|                  | Anfibi                             | Indica il pericolo di incontrare anfibi lungo la strada.                                                      |
|                  | Pioggia                            | Indica che il pericolo a cui si riferisce il segnale è relativo alle condizioni di meteo con pioggia.         |
|                  | Ghiaccio o neve                    | Indica che il pericolo a cui si riferisce il segnale è relativo alle condizioni di meteo con ghiaccio o neve. |
|                  | Durata                             | Indica le ore nelle quali il segnale a cui si riferisce è valido.                                             |
|                  | Disabili                           | Indica che l'indicazione è riferita ai disabili muniti di apposito contrassegno.                              |
|                  | Categorie di veicoli               | Indica che l'indicazione è riferita alla categoria di veicolo indicata.                                       |
|                  | Disposizione delle auto in sosta   | Indicano la disposizione delle auto in sosta.                                                                 |
|                  | Consentito ai residenti            | Indica che i residenti possono fare ciò che altrimenti è vietato agli altri utenti della strada.              |
|                  | Rimozione coatta                   | Indica che è prevista la rimozione coatta dei veicoli in sosta.                                               |
|                  | Riservato ai mezzi dell'esercito   | Indica che il parcheggio è riservato ai mezzi dell'esercito.                                                  |
|                  | Allagamento                        | Indica che il tratto di strada seguente al segnale è soggetto ad inondazioni.                                 |
|                  | Anziani                            | Indica che l'indicazione è riferita agli anziani.                                                             |
|                  | Ipovedenti                         | Indica che l'indicazione è riferita agli ipovedenti.                                                          |
|                  | Mezzi spazzaneve in azione         | Indica che sono in azione i mezzi spazzaneve.                                                                 |
|                  | Segnaletica in rifacimento         | Indica che la segnaletica orizzontale è in corso di rifacimento.                                              |
|                  | Strada dissestata per x chilometri | Indica che la strada che si sta percorrendo è dissestata per il numero di chilometri indicato.                |
|                  | Dosso artificiale                  | Indica la presenza di un dosso artificiale di rallentamento.                                                  |
|                  | Rifornimento con GPL               | Indica che la stazione di rifornimento è dotata di erogazione per GPL.                                        |